# Pesmes (Adelsgeschlecht)
Die Familie de Pesmes war eine seit dem 11. Jahrhundert existierende burgundische Adelsfamilie.

## Geschichte
Die Familie hatte ihren Ursprung in der Ortschaft Pesmes in der damaligen Freigrafschaft Burgund. Sie lässt sich 1379 in Genf, 1707 in Neuchâtel und 1715 in Orbe nachweisen. In Genf zählten Mitglieder der Familie zu den reichsten Kaufleuten. Aus ihr gingen im 15. und 16. Jahrhundert Ratsherren der Stadt hervor. Die Familie hat sich mit verschiedenen Adelsfamilien aus Savoyen und Bern verschwägert. Der Genfer Zweig erlosch in männlicher Linie 1530 mit Jacques, der seit 1482 Herr von Brandis war. Diese Linie war in Bern eingebürgert. Die ältere Linie ließ sich mit André (1586–1609) in der Waadt nieder. Er heiratete Elisabeth d’Allinges. Dies brachte der Familie die Herrschaft Saint-Saphorin-sur-Morges ein.

## Personen
- François-Louis de Pesmes, Diplomat und Offizier in österreichischen Diensten.